# Pattani
Pattani é uma cidade no sul da Tailândia, capital da  província de Pattani. Ela tem uma população de 46.711, (2009), sendo muçulmana a maioria da população da província.

## História
Até o começo do século XX, Pattani era o centro de um independente principado que incluia as atuais províncias tailandesas de Yala e Narathiwat. Foi um dos primeiros principados a participar do comércio internacional; os portugueses estabeleceram na cidade um posto comercial em 1516 e logo foram seguidos pelos japoneses e britânicos.